# ماسايا أوكيغاوا
ماسايا أوكيغاوا (باليابانية: 奥川 雅也) (14 أبريل 1996 في كوكا في اليابان – )؛ هو لاعب كرة قدم ياباني سابق كان يلعب كلاعب وسط.

## وصلات خارجية
- ماسايا أوكيغاوا على موقع الاتحاد الأوربي (الإنجليزية)
- ماسايا أوكيغاوا على موقع رابطة كرة القدم اليابانية للمحترفين (اليابانية)
- ماسايا أوكيغاوا على موقع قاعدة بيانات كرة القدم.إي يو (الإنجليزية)
- ماسايا أوكيغاوا على موقع Soccerway.com (الإنجليزية)
- ماسايا أوكيغاوا على موقع عالم كرة القدم.نت (الإنجليزية)
- ماسايا أوكيغاوا على موقع كووورة

J.League Data Site (باليابانية)